# Stazione di Sicignano degli Alburni
Stazione di Sicignano degli Alburni vasútállomás Olaszországban, Sicignano degli Alburni településen.

## Vasútvonalak
Az állomást az alábbi vasútvonalak érintik:
- Salerno–Potenza-vasútvonal
- Sicignano degli Alburni-Lagonegro-vasútvonal

## Kapcsolódó állomások
A vasútállomáshoz az alábbi állomások vannak a legközelebb:
- Stazione di Buccino-San Gregorio Magno
- Stazione di Contursi Terme
- Stazione di Castelluccio